# 구로다촌 (교토부)
구로다촌(일본어: 黒田村)은 일본 교토부 기타쿠와다군에 설치되었던 촌이다.